# Савва (Фатеев)
Архимандри́т Са́вва (в миру Константи́н Миха́йлович Фате́ев; род. 15 июня 1967, Алма-Ата, Казахская ССР) — архимандрит Русской православной церкви, наместник Саввино-Сторожевского монастыря (2006—2019), член Межсоборного присутствия Русской православной церкви (2009—2014).

## Биография
Родился в верующей семье. Один из его дальних родственников протоиерей Митрофан Попов за веру был сослан на стройку Беломорско-Балтийского канала.
В 1984 году окончил среднюю школу № 120 города Алма-Ата и поступил в Алма-Атинский институт инженеров железнодорожного транспорта.
С 1985 по 1987 год проходил службу в рядах Советской Армии.
В 1991 году окончил обучение в институте. Во время учёбы в институте осознанно пришёл в Церковь и позже стал пономарём в Никольском кафедральном соборе города Алма-Ата.
В 1993 году получил благословение на поступление в Московскую духовную семинарию.
По окончании семинарии в 1997 году поехал на Север, в Тотьму, где в течение трёх месяцев был послушником в монастыре Феодосия Тотемского.
В декабре того же года поступил в возрождённый Саввино-Сторожевский монастырь. В том же месяце был пострижен в монашество в честь преподобного Саввы Сторожевского. Этот постриг стал первым, совершённым в стенах монастыря после долгого перерыва.
16 декабря 1997 рукоположён в сан иеродиакона. В феврале 1998 года был рукоположён в сан иеромонаха. В монастыре проходил послушания ризничего, а затем получил благословение стать духовником обители.
К тому моменту монастырь находился в плачевном состоянии и нуждался в срочной реконструкции. Работы по его восстановлению велись медленно: с момента его официального открытия в 1995 году восстановлено было очень мало. «Службы велись по музейному распорядку. Если повсеместно всенощная начиналась где-то в 5 часов вечера, то у нас — в 2. Потому что в 5 музей уже закрывался. Монахов не было. Был один трудник — даже не трудник, а просто охранник. Ситуация была плачевная, она не устраивала ни церковное начальство, ни самого тогдашнего наместника отца Иеронима».
В 2006 году окончил Московскую духовную академию.
1 февраля 2006 года был назначен исполняющим обязанности, а 16 декабря того же года Патриархом Алексием II, прибывшим в Звенигород, утверждён в должности наместника Саввино-Сторожевского монастыря.
9 апреля 2006 года патриархом Алексием II награждён палицей и наперсным крестом с украшениями.
23 августа 2007 года был возведён в сан архимандрита патриархом Московским и всея Руси Алексием II.
С 27 июля 2009 по 23 октября 2014 год — член Межсоборного присутствия Русской Православной Церкви.
30 августа 2019 года решением Священного Синода освобождён от должности наместника Саввино-Сторожевского монастыря с переводом братию Троице-Сергиевой Лавры.
30 марта 2020 года указом Патриарха Кирилла отчислен из братии Троице-Сергиевой лавры и почислен за штат Московской городской епархии по состоянию здоровья. Ему было благословлено совершение богослужений в храме Казанской иконы Божией Матери, Патриаршего подворья в Теплом Стане города Москвы, по мере состояния здоровья, по согласованию с настоятелем.

## Награды
- Орден преподобного Серафима Саровского III степени (во внимание к трудам и в связи с отмечаемой датой — 50-летием со дня рождения, 15 июня 2017)[10]

## Публикации
статьи
- «Божественного света незаходимое светило». К 600-летию преставления преподобного Саввы Сторожевского // Русь державная, 2007
- ИСТОРИЯ СВЯТЫХ МОЩЕЙ ПРП. САВВЫ СТОРОЖЕВСКОГО // pravoslavie.ru, 22 августа 2008
- Духовное окормление в мужских монастырях // monasterium.ru, 7 октября 2016

интервью
- Игумен Савва (Фатеев), наместник Саввино-Сторожевского монастыря: Церковь — это протянутая рука помощи людям // Церковный вестник, № 13-14 (362—363) июль 2007
- Церковь воинствующая // Монастырский вестник. — 2014. — № 1. — С. 53—60.
- Обитель на Стороже (20 лет назад преподобный Савва вернулся в родной дом) // Журнал Московской Патриархии. 2018. — № 8. — С. 50-59